# ズッコケ中年三人組
ズッコケ中年三人組（ズッコケちゅうねんさんにんぐみ）は、那須正幹作の小説作品。同著者による児童文学『ズッコケ三人組』シリーズの続編で、大人に成長したかつての読者を対象とした、一般向けの小説となっている。

## 概要
児童書ではなく一般書としての取り扱いだが『ズッコケ三人組シリーズ』読書後、時を置かずに本シリーズに移行した読者に対応するため、子供が読んでも問題が無いよう表現などに配慮がなされている。ただし、主人公たちおよび仮想読者年齢層が前シリーズよりも確実に上昇しているため、婉曲表現ではあるが浮気や不倫などの非倫理行為、生殖に関してなど、それらを確実に示唆する表現が含まれている。また後日談的に『ズッコケ三人組』シリーズ作内にて（主に主人公たちにとって）謎のままで終わった出来事の「回答」が示される描写もある。
また作内に使用される挿絵は新たには描き下ろされず『ズッコケ三人組』シリーズの各書籍で使用されたものが引用元の書籍名を記した上で再録されている。前表紙は第一巻では三人組のシルエットに夕空の写真が使われ、本文挿絵は一切存在しなかった。『age41』より写真をバック画像に表紙絵として現在の三人組のキャラクターイラストが使われるようになる。この表紙写真撮影は小杉俊幸による。また表紙絵に掲載されている主人公（中年三人組）のイラストのみ新たに描き下ろされているがイラストレーターの名義記述はなく奥付で「原画」「絵」として前川かずお・高橋信也両名の名義がクレジットされている。なおイラストによる表紙は『age41』より開始されたが、その際の名義は「原画」として前川のみ奥付に記載されている。そのため現在の表紙絵が前シリーズに引き続き高橋によるものかどうかは奥付・本文・カバーに記載されていないために判然としていなかった。2015年に本シリーズの最終巻として発刊された『ズッコケ熟年三人組』のあとがきにて、前シリーズより引き続き高橋によって描かれていた事が言及されている。
『ズッコケ中年三人組』は2005年12月に発売を開始し、翌2006年12月には2巻目となる『ズッコケ中年三人組age41』を発売、さらに2007年12月に『ズッコケ中年三人組age42』が発売された。また、フォークデュオ・ゆずを話中に登場させるなど外部との連携を図っている。2008年12月発売の『ズッコケ中年三人組age43』では2009年5月21日に日本で新たに導入された裁判員制度をテーマとして扱った。さらに2013年12月発売の『ズッコケ中年三人組age48』では、SNSをテーマとして扱っている。2015年12月発売の『ズッコケ熟年三人組』では平成26年8月豪雨による広島市の土砂災害をモチーフにした物語が展開された。
当初は、『ズッコケ中年三人組』の10年後に『ズッコケ熟年三人組』が刊行するという構想が第1作あとがきで示されていたが、反響が大きかったため、翌年『age41』が刊行、以後は登場人物の年齢を毎年1歳ずつとらせ、それぞれの各年に彼らが巻き込まれた出来事の物語が綴られていき、毎年12月に各巻が発売されていった。そして三人組が50歳に達した2015年の12月に以前よりのアナウンス通りにタイトルを変えて『ズッコケ熟年三人組』として発刊された。ただし『ズッコケ熟年三人組』の後書きにおいて作者・那須正幹は自身の高齢と社会情勢の変化から本シリーズの継続が難しくなっている事を語ったうえで「本シリーズは、これをもって完全におしまいということにする」 と述べており、版元であるポプラ社からも旧シリーズから続く「ズッコケ三人組シリーズ」は現時点においては、これをもって全編完結にする旨がアナウンスされている。
2015年12月からは改めて本シリーズ第1巻のポプラ文庫版が発刊されていたが2018年を最後に6冊までで刊行が停止し、後半5冊は文庫化されていない。

## 登場人物

### 現在の三人組と家族

#### 八谷家
八谷良平（はちや りょうへい）通称：ハチベエ
花山第二小学校卒業後に地元の花山中学に入学、卒業後はミドリ市内の私立男子校「高山高校」に入学。卒業後、彼は実家の八百屋を継ぐが駅前の再開発による商店街の廃止と経営難のため両親の反対を押し切ってコンビニエンスストア「ポプラ」に転換し、店長をしている。小学校の同窓会で再会したケイコと一夜の関係を持ったあげくに「できちゃった結婚」する事になる。
40歳を過ぎても相変わらずの色黒な小男であり、小学校の同級生以外からもハチベエという通称が現役で通っている。熱しやすく冷めやすく、また激しやすい性格で、その精神的な性質は小学校の頃と何も変わっていないと評されている。
しっかりはしているが、お調子者で女好きであるために妻のケイコにはいつも浮気を危惧されている。ただ、宅和学級のクラス会の幹事や町内会の役員を務めるなど、面倒見と気風がよい部分も相変わらずで『age47』では、その性格を買われて町内会のためにミドリ市の市会議員へと立候補し、当選した。
当選後、『age49』では市会議員として花山町再開発事業を進めている。
八谷圭子（はちや けいこ）通称：ケイコ
旧姓・安藤（あんどう）。短大を卒業し市内の会社に勤務。ハチベエとできちゃった結婚をして一平と良介という2人の子供をもうけ、現在は専業主婦としてハチベエをサポートしている。小学校当時はボーイッシュなスレンダーガールだったが、現在では多少ふくよかな肝っ玉母さんとなっている。息子たち（特に長男）の出来の悪さと夫のはっちゃけぶりに頭を痛めながらも、それなりの日々を送っている。ただし元々、向上心の強い性格であるため現状に満足する事がなく、その辺を夫に心配される危うさを持つ。この年齢の主婦にありがちな噂好きであり、またミーハーな一面もある。夫のハチベエと同様、宅和学級のクラス会の幹事を務める。
八谷一平（はちや いっぺい）
ハチベエとケイコの長男。ハチベエの母校である高山高校が共学化・改称した三栄高校に入学する。運動は人並みで勉強は壊滅的という取り柄ナシ。弟に対して強烈な劣等感を持っている。そのために不登校に陥り一時期グレかけるも、小学校時代の親友の死というショッキングな体験を経て「友の（畜産養豚農家になるという）夢を引き継ぐ」という自らの夢を見出して立ち直る。高校卒業後は稲穂県の北（ミドリ市から高速経由で1時間弱掛かるらしい）にある農業大学校に進学し、そこで寮生活を送る。
農大学校卒業後は一時期、祖父母のもとにいて夢をかなえようとするも、さまざまな事情と制約からこれを断念。結果として農業にかける夢と情熱を失い、実家に戻ってフリーター身分で家業を手伝っている。勤務中は苗字で呼ばれている。
『age49』で、コンビニでバイトとして働いていた内藤美咲と結婚した。両親と同じく、「できちゃった結婚」であり、両親の懐事情を考慮しジミ婚スタイルで挙式している。結婚後はアパートに引っ越した。その際、父親から経営権を委託された。
八谷良介（はちや りょうすけ）
ハチベエとケイコの次男。子どもの頃より運動に優れて要領がよく、その長身を活かして現在までバスケットボール一筋の青春を送っている。大学へはバスケ部の推薦入試となる形で受験し、見事合格し、私立大学に入学した。
八谷 勝平（はちや かつへい）、八谷 よね（はちや よね）
ハチベエの両親。八谷商店のコンビニ転換を巡り息子と大喧嘩をした挙句、家を出てミドリ市の郊外である黒松町に土地を買い農家として生計を立てている。孫が農業を志す事を心から喜び、その夢の為に畜産を試みようとするも、体力と資金の不足から断念してしまう。age49で一平の結婚のニュースを知り「来年はひ孫の顔が楽しみだし、良介が一流企業に入れれば完璧だね」と言っていた。
八谷（内藤）美咲（はちや（ないとう）みさき）
『age49』で一平と結婚した。結婚が決まった時にはすでに妊娠3ヶ月であった。専門学校に通っていたが、結婚と同時に退学した。父親は中小企業の部長で、母親も会社務めをしている。結婚後、アパートに引っ越した。
八谷 一美（はちやかずみ）
一平と美咲の長女。名前の由来は両親の名前の一部分から。

#### 山中家
山中正太郎（やまなか しょうたろう）通称：ハカセ
大学院の修士課程を修了するも、希望だった博物館の学芸員への道が就職難のため募集を中止していたため叶わず、結局1年ほど就職浪人した末ミドリ市内にある袋町中学校で社会科教諭として教鞭をとっている。ミドリ市港新町のマンションに在住。以前の赴任先で付き合っていた女性に失恋（しかも相手が不倫の恋にハマってしまった事が原因）した事から、一時期草食系男子のごとく女性不信になりage44まで独身を貫く。第一話で陽子と再会して交際というには薄い交友が始まる。age45で陽子にプロポーズしようと意気込むが、逆にプロポーズされ、これを受ける形で結婚する。愛車は、マーチ。
その後、妻の陽子の妊娠を機に花山中学へ異動し、一軒家に移転した。自宅からは自転車通勤をしている。
荒井（山中）陽子（あらい（やまなか）ようこ）通称：ヨッコ
東京で建築系学科を持つ大学に進学し、設計事務所に就職。インテリアコーディネーターの資格を取り独立。「荒井インテリアコーディネーティング事務所」を設立した。特定のオフィスは構えず、自宅を事務所にしているが、妊娠、出産と同時に廃業した。建築各社が経費削減のために自社のインテリアコーディネーターに仕事を任せるようになったため、ミドリ市に戻る事になった。
自身の結婚願望の果てにハカセが独身である事を知り、彼にささやかなモーションをかけるようになる。しかし当時の彼は女性不信真っ只中ゆえに生来の奥手をこじらせ、結果としては友人以上の関係になかなかなれずにいた。ハカセに対しては第一話で「興味を持った事は何でも研究する」行動力と知識欲に、小学生当時から好意を持っていたと告白している。age45でハカセにプロポーズ。結婚して戸籍名は山中陽子となったが、仕事の都合上、旧姓の荒井を引き続き名乗っている。給料は、夫のハカセを上回るほどである。また、多忙さゆえに子供はいなかった（いわゆる「DINKs」）が、「妊娠したら仕事を辞めてもいい」と言っていた。『age47』にて、ついに念願がかない長男を妊娠・出産する。
元より一人娘で大切に育てられていたため、一人でいる事に慣れず寂しがり屋の傾向がある。ゆえに、単に仕事関係の付き合いや業界の仲間とだけのみならず、学生時代の同期や趣味の仲間など、交友範囲が広く活動的である。また、そのために大学時代の一人暮らしに耐え切れず、実はそれなりの男性遍歴を重ねてきてしまっており、一度は事故ともいえる出来事により望まぬ妊娠に見舞われ、それに伴う中絶をも経験している。小学校の頃にトレードマークだったツインテールにもできる長髪は、大学在籍時の就職活動でバッサリと切り落とし、現在はショートカットになっている。
山中翼（やまなか つばさ）
ハカセとヨッコの長男。未熟児で生まれたが、無事に成長している。
山中道子（やまなか みちこ）
ハカセの2歳年下の妹。現在は結婚して、京都に在住。『age44』でハカセが病に倒れたとの連絡を受けて駆けつけた。

#### 奥田家
奥田三吉（おくだ さんきち）通称：モーちゃん
中学卒業後、県内の工業高校に進学。卒業後は大阪の鉄鋼製造の企業に勤めていたが、その会社が倒産し、時を同じくして母親が家を建築したために故郷に帰る事になる。レンタルビデオ店でのアルバイトを経て荒井陽子の紹介でインテリア会社に就職する。
三人組の中では最も波乱の人生を送っているからか、その経験から普段の彼からは想像もつかないような含蓄深いアドバイスが飛び出す。現在の趣味はハチベエと共に復活した釣りと実母の影響で始めた自由律句。
奥田満子（おくだ みつこ）
モーちゃんの妻。大阪府岸和田市出身。1974年9月生まれ。元々はモーちゃんが当時勤めていた職場の取引先の社員であり、会社付き合いを通して知り合う。当時、勤務していた会社の同僚と不倫関係にあったが破局し、モーちゃんの妻となった。モーちゃんを「あなた」と呼ぶ。当初はミドリ市の生活に馴染めずにいたが、やがて慣れていく。現在はスーパーのパート勤務として夫と共に共働きを行い家計を支える。
奥田佳奈（おくだ かな）
モーちゃんの娘。一人称は、「あたし」。父譲りの人懐っこい性格を持つ。牛尾小学校に転校後、北山中学校に入学する。中学校では入学当初、出身校の学閥に由来する人間関係を読み切れずに持ち前の人懐っこさを発揮して誰彼構わず仲良くなった事で反感を買い学閥を越えてクラスがまとまるための共通の敵として激しいいじめに遭う。これを三人組の人脈によるサポートによって乗り越えてからは、無事に北山中学を卒業し、城の近くの市立元町高校を卒業後の現在は国立の稲穂大学の教育学部へと入学し、そこで寮生活をしている他、そこで彼氏を作っていたほか、卒業後に結婚するという。中学校で美術部に入部し、高校でも続け、大学での専攻は美術、将来は中学の美術教師をめざしている。フォークデュオ・ゆずの大ファンでライブにも行く。
奥田時子（おくだ ときこ）
モーちゃんの母。前シリーズより勤務していた横田物産に70歳まで勤続し現在は退職。稼いだお金で一軒家を建築して息子夫婦と同居を始める。余生を市主催のカルチャースクールを回る事で過ごしている。一時期認知症らしき行動も見られたが程なくして収束した。陽子の妊娠の話を聞き「早いとこ跡継ぎ産んでくれなきゃ安心して死ねないよ」と嘆いたという。猫を飼っており、最初の内は文句を言っていたが、その後4匹飼うようになった。
『age49』で体に不調を訴え、新庄医院を受診、新庄の勧めで受診した赤十字病院で膵臓癌が見つかった。その後、間質性肺炎を発症し、79歳で病死した。彼女の飼い猫は9月に行われた葬式の後、よく彼女の墓のある高取山墓地に居座るようになったという。
奥田タエ子（おくだ たえこ）
モーちゃんの4つ上の姉。結婚後二人の子供を授かり、主人の実家である神奈川県相模原市に住んでいる。2007年には、姪の佳奈の相談に乗っていた。2011年10月には久村家をモーちゃんと一緒に訪問している。
時子の葬儀には、夫とともに参列した。

### 旧・花山第二小学校六年一組
- 三人組と家族となっている荒井陽子と安藤圭子は上記。

榎本由美子（えのもと ゆみこ）
大学卒業後、約10年間幼稚園教員として勤務。その後、幼稚園で預かっていた子どもの父親と結婚するが程なく家庭不和を起こして、すぐに離婚する。現在はミドリ市港新町でスナック「スタンドゆみ」を経営。源氏名として松原ゆみ（まつばらゆみ）を名乗る。2011年には、津久田茂が2010年の夏に亡くなっていたことをハチベエたちに伝えた。
中森晋助（なかもり しんすけ）
親から継いだラーメン屋を大きくして中華店にした。店の残飯ばかり食べているため、太っている。2012年には、ハチベエの選挙事務所を開設している。
新庄則夫（しんじょう のりお）
東大医学部卒業後、ミドリ市内の総合病院にて銀縁のメガネをかけた勤務医として働く。ズッコケ中年三人組age41では開業医となり、大川町で新庄医院を開業している。 小学校時代はハンサムなすらりとした美少年だったが、今はでっぷり太っている。2006年当時は息子への接し方と進路について悩んでいた。また、2011年には、宅和先生の病状をわかりやすく説明したりと活躍した。さらに『age47』では実家がハチベエの対立候補と付き合いがあるにも関わらず、ハチベエの選挙活動の講演会活動のとりまとめ役をつとめた。
上野 ミサエ（うえの みさえ）
現在は結婚して榊原姓となっている。『age46』で宅和先生が病に倒れた事をハチベエ夫婦に伝えた。
鈴木 和代（すずき かずよ）
現在は結婚して工藤和代と名乗り、腕利きのテレビレポーターになっている。彼女の夫もテレビ局に勤務している。
金田進（かねだ すすむ）
ミドリ日報の論説委員になっている。宅和先生が亡くなった後、ハカセやモーちゃんを通じて3人組に様々な情報提供を行い、彼らに協力してくれている。その後、宅和先生の追悼文集作りにも関与している。
皆本章（みなもと あきら）
スポーツジムのインストラクターになっている。そのため、40代の現在でも筋骨隆々としている。
津川卓也（つがわ たくや）
経営していた印刷会社が倒産。自身曰く、現在は浪人中との事。
井上隆治（いのうえ りゅうじ）
ミドリ銀行紙屋支店の支店長を務めている。妻子持ち。
市原弘子（いちはら ひろこ）
ロサンゼルスでブティックを経営している。第1話では三人組に協力する。
後藤淳子（ごとう じゅんこ）
現在はミドリ市を離れ主婦をしている。小学生のころ巨乳だったため、40代の現在でもその面影が見られる。
新村大吾（にいむら だいご）
スポーツジムに毎日通って体を鍛えているらしい。2人の中学生の娘がいる。福岡県の家電量販店に勤務している。
田代信彦（たしろ のぶひこ）
大学で漫画学を教えている。2010年、ようやく准教授にしてもらえた。ハチベエとはいまだに仲が良い。父親は彼が38歳の時に死去し、その後母親が妹のところに引っ越した関係で、実家は処分したとの事。
鞍掛真智子（くらかけ まちこ）
旧姓・北里（きたざと）。熊本県出身。『ズッコケ(秘)大作戦』 に登場した「数か月だけのクラスメート」の転校生。『age41』に登場。テレビにも頻繁に出演する高名な占い師。霊感による水晶玉占いを標榜しているが、実際は他の占い師同様にホット・リーディングとコールド・リーディングを巧みに利用し、占う対象者の膨大なデータをもとに未来予測を立てている。事情を察しながらも逃亡に手を貸してくれた三人組はじめ6年1組には思い入れがある模様。イベントのためミドリ市を訪れ三人組らと再会した後、内部告発に端を発するトラブルに対処するために再び三人組の元を訪れる。
宅和 源太郎（たくわ げんたろう）
旧・六年一組の学級担任教諭。三人組ら6年1組の卒業年度に現役を退き、ミドリ駅裏側の虹ヶ丘という造成地で妻と共に年金生活を送る。その傍らで郷土史の研究を行っており、現在は『ミドリ市郷土史研究会 会員』という肩書で研究活動を行っている。2006年9月当時84歳という老境にもかかわらずしっかりしており、現役を退いたとはいえ教え子たちの幸せのために一肌脱ぎ策略を巡らす事もある。しかしそんな中彼は『age46』（2011年）にて脳溢血に倒れ、入院して以降、数日間の植物状態を経た後、肺炎を患い88歳で病死した。

### 三人組の仕事仲間
三木康彦 (みきやすひこ)
モーちゃんの勤める「装飾みき」の社長。
三木の妻
社長夫人。
遠山寿三郎 (とおやまことさぶろう)
「装飾みき」の社員。
小森篤 (こもりあつし)
「装飾みき」の社員。一人称は「おれ」。
校長
ハカセの勤める中学校の校長。ハカセが大坪一郎（後述）のところへ行く事を言った際、「教育委員会へ出張する事としよう」と認めてくれた。
三島 (みしま)
ハチベエのコンビニの店員。一平の結婚式に駆け付けた。
水口 (みずぐち)
ハチベエのコンビニの店員。一平の結婚式に駆け付けた。

### その他の登場人物
長井めぐみ（ながい めぐみ）
宅和先生の一人娘。宅和先生が病に倒れて入院した後献身的に面倒を見て、父親の最期を看取った。そして、その事をハチベエ夫婦に伝えた。
長井孝夫（ながい たかお）
長井めぐみの夫。現在は子ども博物館の館長として活躍している。義父を慕ってくれるハチベエたちに対し「この年になっても慕ってくれるなんてすごいな」と言っていた。
磯谷（いそがい）
八谷商店の近所にある仏壇屋「仏光堂（ぶっこうどう）」の店主。ハチベエの呑み友達にして悪友で、時には騒動すら持ち込むトラブルメーカー。実は堀口雅晴の幼馴染だった。『age47』では町内会の利益のためにハチベエを引退する市会議員の後釜に担ぎ出そうと奮闘する。
花井伝兵衛（はない でんべえ）
元花山第二小学校校長。宅和先生の葬式に駆け付けた。その時はかなり弱まっており、介護者同伴だった。
梶山礼子（かじやま れいこ）
宅和先生の元教え子。日記を書いていたが、実際はかなりの男性遍歴を繰り返していたらしく、アルツハイマーを患っていた。おまけにかなり弱まっていたという。ハチベエは圭子にもその日記を読ませていて、宅和先生の追悼文集にもその日記を掲載しようと考えたが、ハカセとモーちゃんに大反対されるだろうと思って「だめだろうな」とぼやいた。
梶山保（かじやま たもつ）
梶山礼子の息子。母親が三人組に迷惑をかけていた事に対し謝罪した。
大坪一郎(おおつぼ いちろう)
銀髪のミドリ市教育長。宅和先生のかつての教え子で、宅和先生の告別式では弔辞を読み上げた。その後、ハカセに宅和先生の追悼文集の進捗を聞いたりしている。
三島（みしま）青年
ハチベエの呑み友達かつ釣り同好の士。渓流釣りを得意とする。ミドリ市の名家「三島家」の分家の息子で、育ちの良さゆえの坊ちゃん的な雰囲気を持つ。30代の妻子持ち。ハチベエから宅和先生の過去を聞いてびっくりしたという。
怪盗X（かいとう エックス）/ 高木一秋（たかぎ かずあき） / 磯野一秋（いその かずあき）
かつて三人組と幾度となく対峙した札付きの怪盗。第1作に登場し、再び三人組の前に姿を現す。復活の挨拶としてハカセのクラスの問題児を脅しつけてハカセの教師としての顔を立て、モーちゃんにファーストフードチェーンの食べ放題チケットを渡し、ハチベエの浮気現場にケイコを鉢合わせさせて家庭不和を未然に防ぐという「プレゼント」を用意する。
怪盗現役当時は「高木」と名乗り、表の顔は貿易代理会社の専務だった。怪盗を引退した後に「磯野」と名を変えて渡米。怪盗時代のノウハウを逆に利用しアメリカにてセキュリティー会社を興し、成功を収めた。しかし老境に至った折、会社は次世代に渡り子どもも自立し、妻にも先立たれたために孤独を感じるようになり、それらの悲しみを紛らわすために共通の過去を持つ三人組と再び同じ戦いの場を持たんと怪盗として復活する。
エリ・サンダース
第1作に登場。旧姓・磯野。かつてミドリ市に在住しており、その時の姓は高木。怪盗X＝磯野一秋の実娘。市原弘子の経営するブティックのお得意様。父親の老境の孤独と怪盗としての復活を知り、なんとかこれを阻止しようと考えて三人組に加勢する。
大野良文（おおの よしふみ）
『age42』に登場する一平の幼馴染。県立工業高校中退の元ヤンキーで現在は土建会社で働いている。社会人として働く事で真面目に生きる事への自覚が芽生え、将来を畜産農家と位置付け、その夢を一平に語る。良文のヤンキーぶりに憧れて本気でグレようとし、高校中退を考える一平を「俺は学歴で苦労しているから」と諌め、将来は一緒に農業をしようと誘った。しかし工事現場の事故に巻き込まれ還らぬ人となる。
堀口義晴（ほりぐち よしはる）
『age45』に登場。『ズッコケ山賊修行中』において三人組を連れ立ってドライブに行き、共に山賊に捕えられた大学生（当時）堀口雅晴の兄。老い先短い母親のために何としても生き別れとなった弟を探し出さんと執念を燃やし三人組に協力を要請する。
恒川浩介（つねかわ こうすけ）
『age49』から登場。『ズッコケ心霊学入門』において三人組と交流を持っていた花山第二小学校時代の後輩で、当時は不登校児だった。不登校児だった頃は心身の不安定からポルターガイスト現象を引き起こしていた。『age49』にて再登場した折には一流企業である『サワクロ』の社長となっており、ハチベエたちが指揮を執る花山町再開発計画への出資を申し出た。黒澤明の映画作品を好むようになっている。
久村順次（くむら じゅんじ）
モーちゃんの別れた父親。2011年9月10日に膵臓癌のため死去。享年80。
久村宏美（くむら ひろみ）
久村順次の再婚相手。主人の病死を機に老人ホームに移転するためマンションを売却した。彼女の娘は結婚して北海道で酪農を営んでいるとの事であり、加齢による体力の衰えから娘のところへの移住は辞退したとの事。
久村順一（くむら じゅんいち）
モーちゃんの兄。20歳のとき、オートバイで山道を走っていたところ、転落死した。それを知った時子は泣いた。

## シリーズ

### 新書版
| 巻 | 書名                    | 初版発行月 | ISBN                   | あらすじ | ストーリー関連作                                                                                             | 関連作外の挿絵引用元                                                                     | 備考                                                                       |
| -- | ----------------------- | ---------- | ---------------------- | --- | --- | ---------------------------------------------------------------------------------------- | -------------------------------------------------------------------------- |
| 1  | ズッコケ中年三人組      | 2005年12月 | ISBN 9784591090879     | 人生の様々な流転の果てに再び故郷であるミドリ市に集った3人の中年。退屈な日常を生き、それ故に不幸の道へと人生を踏み外しそうになった彼等の前に現れたのは、かつて世間を騒がせていた怪盗Xだった。はたして彼らは、挑戦を受けるのか？                                                                          | 『ズッコケ三人組対怪盗X』 『ズッコケ怪盗Xの再挑戦』 『ズッコケ怪盗X最後の戦い』 『うわさのズッコケ株式会社』 | なし                                                                                     |                                                                            |
| 2  | ズッコケ中年三人組age41 | 2006年12月 | ISBN 978-4-591-09530-0 | 新庄医院で健康診断を受けるハチベエ。その最中に新庄が漏らしたのは、たった数ヶ月のクラスメートだった北里真智子の消息だった。その彼女が再びミドリ市に戻ってくるという。 | 『ズッコケ(秘)大作戦』 『ズッコケ三人組のダイエット講座』 『緊急入院!ズッコケ病院大事件』                    | なし                                                                                     |                                                                            |
| 3  | ズッコケ中年三人組age42 | 2007年12月 | ISBN 978-4-591-10026-4 | ミドリ市にも郊外開発の波が押し寄せる。そんな変化の中、三人組は自らの子どもたちが抱えている問題に手を焼いていた。はたして彼らは、問題を解決できるのか？ | 『ズッコケ妖怪大図鑑』                                                                                       | 『参上！ ズッコケ忍者軍団』 『ズッコケ三人組の神様体験』                                 |                                                                            |
| 4  | ズッコケ中年三人組age43 | 2008年12月 | ISBN 978-4-591-10695-2 | 恐ろしい事にハチベエの元に地裁より、ミドリ市港新町で起きた殺人事件の裁判のための裁判員の呼出状が届く。早速その裁判に赴いたハチベエ。さらに裁判の証人として証言台に立ったのは榎本由美子だった。ハチベエは果たして、どんな判決を下すのだろうか？                                                          | なし | 『夢のズッコケ修学旅行』 『ズッコケ(秘)大作戦』 『とびだせズッコケ事件記者』             |                                                                            |
| 5  | ズッコケ中年三人組age44 | 2009年12月 | ISBN 978-4-591-11447-6 | 久々に趣味の釣りを思い出し、いつものメンツと県北の山間へ繰り出し渓流釣りへと勤しむハチベエ。ところがそこで彼らが出くわしたのは伝説のツチノコ。三人組はその捕獲のために奮闘する。はたして、彼らは捕まえることができるのか？                                                                              | なし | 『とびだせズッコケ事件記者』 『緊急入院！ ズッコケ病院大事件』 『ズッコケ怪盗Xの再挑戦』 |                                                                            |
| 6  | ズッコケ中年三人組age45 | 2010年12月 | ISBN 978-4-591-12218-1 | ハチベエは商店主仲間である仏光堂の主人によって、ある人物と引き合される。それは、かつて三人組と共に山賊に襲われ、そして三人組を親元へ帰すために山賊の元に残った堀口雅晴の兄、義晴だった。そして、ハカセの結婚問題は、果たして？                                                                          | 『ズッコケ山賊修行中』 『ズッコケ家出大旅行』                                                                | なし                                                                                     |                                                                            |
| 7  | ズッコケ中年三人組age46 | 2011年12月 | ISBN 978-4-591-12694-3 | モーちゃんの元にある人物の訃報がもたらされたのを皮切りとして三人組の周囲にも信じられない知らせが次々と舞い込む。恩師、宅和先生の危篤。児童会選挙を争った津久田茂の悲報。三人組は自らの老境と一家の将来への覚悟を自覚せざるをえなくなる。はたして彼らはどのように年を重ね、生きていくのだろうか？        | 『ズッコケ結婚相談所』 『花のズッコケ児童会長』 『ズッコケ三人組の卒業式』                                   | 『ズッコケ三人組の未来報告』 『とびだせズッコケ事件記者』                                |                                                                            |
| 8  | ズッコケ中年三人組age47 | 2012年12月 | ISBN 978-4-591-13185-5 | 町内会の都合によりハチベエが市会議員に立候補する事に。時を同じくして山中家では陽子の妊娠が発覚。奥田家でも娘がトラブルの種を引っ張り込み、これを巡って三家それぞれに騒動が巻き起こる。果たしてどうなることやら。                                                                                        | 『花のズッコケ児童会長』                                                                                     | 『うわさのズッコケ株式会社』 『ズッコケ三人組の未来報告』                                |                                                                            |
| 9  | ズッコケ中年三人組age48 | 2013年12月 | ISBN 978-4-591-13703-1 | ハチベエが帰りのバスの車内で女子高生に痴漢をしたという疑惑が浮上した。何とか警察署でハチベエは無実を証明した後、ハカセ達の力を借りてLINEやフェイスブックといったSNSを駆使するなどして事件の真相究明に力を注ぐ。はたして、真相はいかに？                                                                 | なし | 『ぼくらはズッコケ探偵団』 『夢のズッコケ修学旅行』 『ズッコケ三人組の推理教室』         |                                                                            |
| 10 | ズッコケ中年三人組age49 | 2014年12月 | ISBN 978-4-591-14249-3 | ロシアのロマノフ王朝の末裔だと名乗り出たのは、三人組が昔「お化け屋敷」と呼んでいた洋館の持ち主だった。その持ち主は、ハチベエが中心となって進めていた花山町再建計画への融資を申し出た。果たして、この話、本当の事なのだろうか？そして、奥田家、八谷家にも新たなニュースが舞い込む。                      | 『ズッコケ心霊学入門』                                                                                       | 『ズッコケ財宝調査隊』                                                                   |                                                                            |
| 11 | ズッコケ熟年三人組      | 2015年12月 | ISBN 978-4-591-14773-3 | 恒川浩介の援助のおかげで弾みがついた、ハチベエたちが進める花山駅・新駅ビル計画。ハカセも新しい学校に転任し、モーちゃんも娘が大学に行き新しい夫婦の時間を模索する。彼らがそれぞれに順風の生活を送ろうとしていた矢先、3人組を襲ったのは長雨による土砂崩れという未曽有の大災害だった。彼らの運命やいかに。 | 『ズッコケ心霊学入門』 『ズッコケ中年三人組age49』                                                           | なし                                                                                     | 本作のみ前巻（age49）からの地続きのストーリーとなっている。 シリーズ完結編 |

### ポプラ文庫版
- ズッコケ中年三人組　それいけズッコケ40歳（2015年12月4日 初版発行）ISBN 978-4-591-14764-1

無印（第1巻）の文庫化作品。新書版には無かったサブタイトルである「それいけズッコケ40歳」が改めて付されている。
その後、「age41」、「age42」、「age43」、「age44」、「age45」もそれぞれ「ズッコケ中年三人組 41歳の秘大作戦」、「ズッコケ中年三人組 42歳の教室戦争」、「ズッコケ中年三人組 43歳のズッコケ事件探偵」、「ズッコケ中年三人組 44歳のズッコケ探検隊」、「ズッコケ中年三人組 45歳の山賊修行中」というタイトルで不定期に文庫化が進んでいたが、那須が亡くなる2021年より前の2018年を最後に続刊の発売が止まり、age46以降のシリーズ残り半分は文庫化されていない。挿絵は一切ないが、作者の文庫版書き下ろしのあとがきが追加されていた。

## 備考
1. ↑  ただし『ズッコケ三人組』シリーズの続編としての性質上、書店によってはズッコケ三人組と同様に児童書コーナーに分類している場合もあり、その分類方針は書店によって異なる。
2. ↑  『age42』より。『age41』までは再録も含めて挿絵は一切なし。
3. ↑  文庫版の表紙にも転用されている。
4. ↑  裏表紙では青空の写真に幼少期の三人組のイラストが使用されている
5. ↑  『age49』では記載がない。
6. ↑  第一巻は表紙カバーの裏側に『ズッコケ三人組』シリーズ全50巻の表紙絵一覧が描かれているために両名併記となっている。『age41』だけは、前川のみ。
7. 1 2  『ズッコケ熟年三人組』p.234
8. ↑  奥付には「絵・前川」「作画・高橋」として記載されている
9. ↑  『ズッコケ熟年三人組』p.232
10. 1 2  「ズッコケ三人組」最終巻、広島土砂災害に込めた思い（日本経済新聞webサイト 2015年8月22日）
11. ↑  那須は他にも「さすがに前立腺肥大や子どもの反抗期さらには自らの認知症に怯え悩む3人組は書くに忍びない」「ズッコケ三人組は平和と民主主義の申し子」なのに「果たしてこの先、何年「戦後」であり続けられるか、はなはだ心もとない」「もしかすると「戦前」となるかもしれない時代に、とても三人組の物語を書き続ける気にならない」と述べている（『ズッコケ熟年三人組』p.233～234 より）。
12. ↑  この為、作者は、「熟年シリーズを期待されていた読者の皆さん、本当に申し訳ないのですが、そういう事情をお汲み取りください。」と謝罪している。
13. ↑  ズッコケ熟年三人組の初版書籍帯には「ありがとうズッコケ三人組！ シリーズついに完結！」の文字がある
14. ↑  気がつきゃ熟年！「ズッコケ三人組」シリーズがついに完結（ITmedia ねとらぼ　2015年11月13日記事）
15. ↑  このニュースを知ったハカセは「来年はハチベエくんのおじいちゃんぶりが見られるね」といっており、その際、「そんなのじいちゃんの出る幕じゃないさ」と返答している。
16. ↑  これは、陽子がハカセにマスオさん状態をさせたくないとの理由からである。
17. ↑  初期設定では営業不振のためにリストラされた事になっている。
18. ↑  「age46」にて、「先月、37になりました。」と言っている事から。
19. ↑  これに対し満子は、「負けないよう頑張ります」と返答した。
20. ↑  葬儀の際、美空ひばりの歌が使われた。
21. ↑  なお、猫が居なくなった一件は娘の佳奈から触れられていた。
22. ↑  結婚後の姓は、「本間（ほんま）」
23. ↑  2011年当時。
24. 1 2 3  （秘）は実際には㊙
25. ↑  ハチベエ曰く「息子みたいなやつ」だった。
26. ↑  その日記の内容が果たして本当なのかどうかわからないため。
27. ↑  本人も執筆に関与したいため。
28. 1 2 3  本文内の挿絵そのものがない。
29. ↑  ストーリー関連作よりの挿絵引用はあり。
30. ↑  書籍初版の帯には中年三人組の記法に倣う「age50」の表記がある。